# Doliocarpus spatulifolius
Doliocarpus spatulifolius är en tvåhjärtbladig växtart. Doliocarpus spatulifolius ingår i släktet Doliocarpus och familjen Dilleniaceae.

## Underarter
Arten delas in i följande underarter:
- D. s. spatulifolius
- D. s. tuberculatus